# Див (притока Туеа)
Див (фр. Dive) је река у Француској. Дуга је 74 km. Улива се у Туе. 